# Toni Prince
Toni Prince Tvrtkovic, född den 8 juli 1998, är en svensk skådespelare, programledare och ena halvan av humorduon bakom Språk för Alla.

## Biografi
Toni Prince är grundare och ena halvan av humorduon Språk för Alla, som gjort korta humoristiska sketcher om kulturkrockar via Instagram, Facebook och Youtube. Toni Prince och kollegan Amir Halim släppte 2015 en musikvideo samt debutsingel ”Språk för Alla”. Duon utsågs till en av Sveriges Superkommunikatörer 2016 av tidningen Resumé.
Toni Prince medverkade våren 2016 i TV4:s Let's Dance. Sommaren 2016 medverkade han även i TV4:s Vägen till Bråvalla.
Hösten 2016 var Prince, tillsammans med Erik Ekstrand och Arantxa Alvarez, återkommande programledare för MTV:s TV-serie Ridiculousness Sverige.  Han deltog i Fångarna på Fortet i lag med Bianca Wahlgren Ingrosso och Tony Irving samma höst. I filmen Måste gitt gjorde Toni Prince sin första större filmroll och han medverkar i David Nzingas filmprojekt Kluven dröm.

### Filmer och TV-serier
- 2016 – Let's Dance (TV-serie)
- 2016 – Fångarna på fortet (TV-serie)
- 2017 – Måste gitt
- 2018 – Bonusfamiljen (TV-serie)
- 2020 – Måste gitt (TV-serie)
- 2021 – Drugdealer (TV-serie)